# Drizzista
In ambiente velico il drizzista è il membro dell'equipaggio addetto a manovrare le drizze. 
Definito in gergo anche pianista (in quanto aziona continuamente gli stopper sulla coperta della barca, molto somiglianti ai tasti di un pianoforte), è coadiuvato dai grinder.